# Sistema de Vigilància Dependent Automàtica (ADS-B)

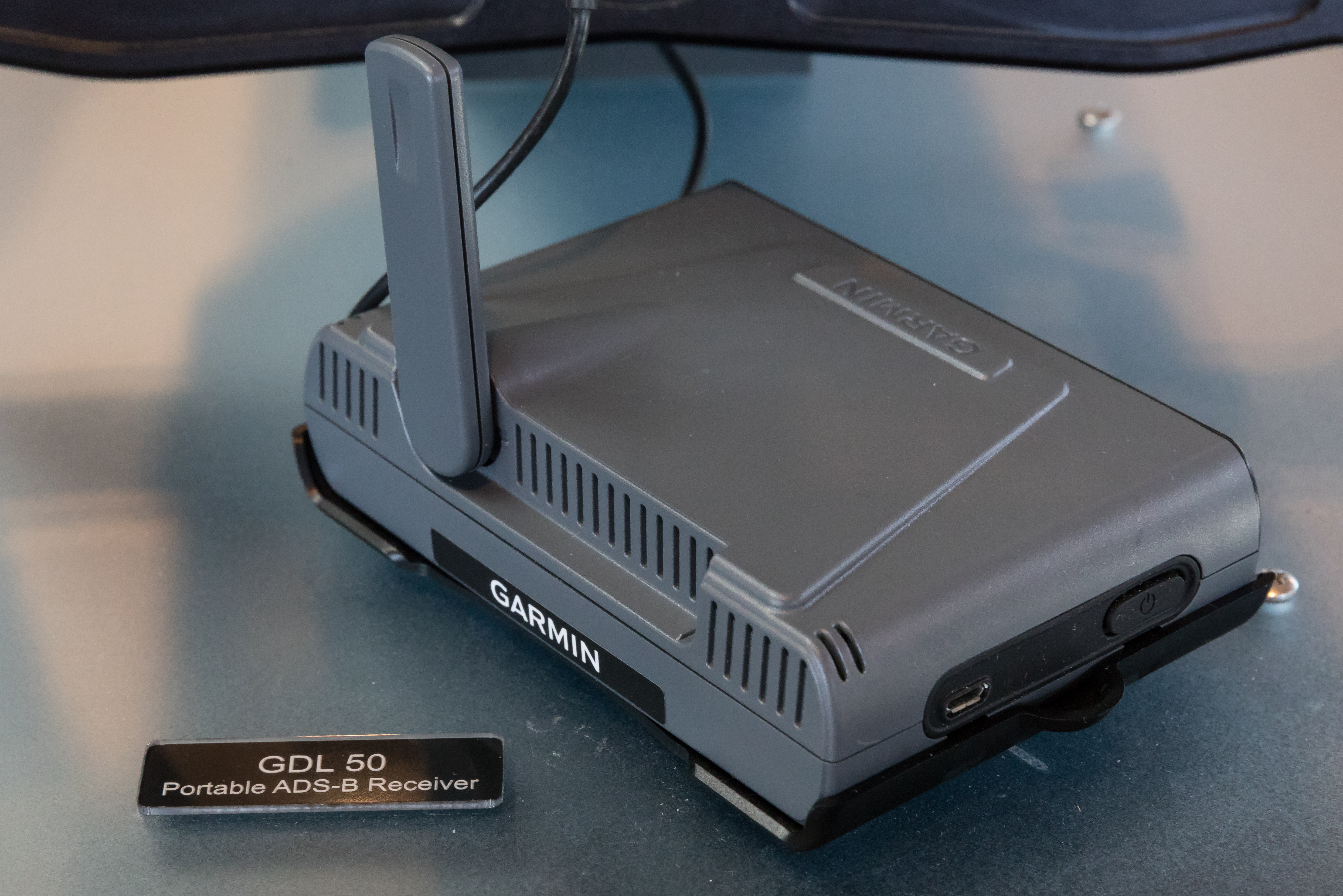
Receptor ADS-B portàtil Garmin GDL-50

El Sistema de Vigilància Dependent Automàtica (ADS-B, en les seues sigles en anglès Automatic Dependent Surveillance Broadcast) és una tecnologia de vigilància i una forma de conspicuïtat electrònica en què una aeronau determina la seva posició mitjançant la navegació per satèl·lit o altres sensors i l'emet periòdicament, permetent-ne el seguiment. Les estacions terrestres de control de trànsit aeri poden rebre la informació com a reemplaçament del radar de vigilància secundari, ja que no es necessita cap senyal d'interrogació des de terra. També pot ser rebut per altres aeronaus per proporcionar consciència de la situació i permetre l'autoseparació. L'ADS-B és "automàtic", ja que no requereix cap intervenció del pilot, ni externa. És "dependent", ja que depèn de les dades del sistema de navegació de l'avió.
ADS-B s'està incorporant a diverses jurisdiccions d'arreu del món. És un element del projecte de recerca ATM del cel únic europeu (SESAR), del Next Generation Air Transportation System dels Estats Units (NextGen), els plans d'actualització de l'Autoritat aeroportuària de l'Índia d'acord amb les iniciatives del pla global de l'ICAO, i l'actualització del bloc del sistema d'aviació (ASBU). L'equip ADS-B és obligatori per a algunes aeronaus a Europa des del 2017, és obligatori per a aeronaus amb categoria de regles de vol instrumental (IFR) a l'espai aeri australià; els Estats Units han exigit que moltes aeronaus (incloent-hi tots els transportistes comercials de passatgers i aeronaus que volen a zones que requereixen un transponder) n'estiguin equipades des del gener de 2020. Canadà utilitza ADS-B per a la vigilància en regions remotes no cobertes pel radar tradicional (zones al voltant de la badia d'Hudson, el mar de Labrador, l'estret de Davis, la badia de Baffin i el sud de Groenlàndia) des del 15 de gener de 2009. Es recomana als operadors d'aeronaus que instal·lin productes ADS-B que siguin interoperables amb els estàndards europeus i nord-americans, i els controladors de trànsit aeri canadencs poden oferir rutes de vol millors i més eficients en el consum de combustible quan els operadors es poden seguir mitjançant ADS-B.
Algunes webs i aplicacions permeten compartir la informació ADS-B de receptors a nivell mundial, i fer seguiment a temps real de l'aviació. Alguns exemples són Flight Radar 24 i ADS-B.